# 下毛野古麻呂
下毛野 古麻呂（しもつけの の こまろ）は、飛鳥時代後期の公卿。名は子麻呂とも記される。姓は君のち朝臣。大義冠・下毛野久志麻呂の子。官位は正四位下・参議。

## 出自
下毛野古麻呂は下毛野国造家である下毛野君を出自とする貴族で、下野国河内郡を本拠地とした。下野河内郡に下野薬師寺を建立し氏寺としたと云われる。

## 経歴
持統天皇3年（689年）奴婢600人の解放を上奏して許可される（この時の冠位は直廣肆）。
文武天皇4年（700年）文武天皇により、忍壁親王・藤原不比等・粟田真人らと共に、律令の選定を命じられる（この時の冠位は直廣参）。翌大宝元年（701年）大宝律令による位階制の施行により従四位下に叙せられると、4月に古麻呂ら3人が初めて新令を講義して親王諸臣百官人に学ばせ、同年8月には大宝律令を完成させている。大宝律令選定の功労により、大宝2年（702年）参議に任ぜられ、大宝3年（703年）には功田30町と封戸50戸を与えられている。
その後文武朝では、兵部卿を兼ねて従四位上まで昇進し、慶雲4年（707年）の文武天皇の崩御に際しては、造山陵司を務める。また、同年には一族の下毛野石代に対して下毛野朝臣姓から下毛野川内朝臣姓への改姓を請い、許されている。
元明朝の和銅元年（708年）正四位下・式部卿に叙任され、大将軍も兼ねるが、和銅2年（709年）12月20日卒去。最終官位は参議式部卿大将軍正四位下。なお、古麻呂の卒去により霊亀3年（717年）藤原房前が任ぜられるまでの間8年間に亘って、参議が不在の状況となっている。

## 官歴
『六国史』による。
- 持統天皇3年（689年）以前：直廣肆（従五位下に相当）
- 文武天皇4年（700年）以前：直廣参（正五位下に相当）
- 大宝元年（701年） 日付不詳：従四位下。4月7日：見右大弁
- 大宝2年（702年） 5月21日：参議
- 大宝3年（703年） 2月15日：功田10町、封戸50戸。3月7日：功田20町
- 慶雲2年（705年） 4月20日：従四位上[9]。4月22日：兼兵部卿
- 慶雲4年（707年） 10月3日：造山陵司（文武天皇崩御）
- 和銅元年（708年） 3月13日：式部卿。7月1日：大将軍[10]。7月15日：正四位下
- 和銅2年（709年） 12月20日：卒去（参議式部卿大将軍正四位下）

## その他
- 2016年、小山北ロータリークラブによって下毛野古麻呂の歴史漫画が作られた[11]。2017年、その歴史漫画が動画化された[12]。